# Campionati europei di 470 2016
I Campionati europei di 470 2016 si sono svolti a s'Arenal, in Spagna, dal 5 al 12 aprile 2016.

## Podi
| Evento        | Oro                                | Argento                                          | Bronzo                                 |
| 470 Maschile  | Francia Sofian Bouvet Jérémie Mion | Croazia Šime Fantela Igor Marenić                | Italia Simon Sivitz Kosuta Jas Farneti |
| 470 Femminile | Austria Lara Vadlau Jolanta Ogar   | Paesi Bassi Afrodite Kyranakou Anneloes van Veen | Slovenia Tina Mrak Veronika Macarol    |

## Medagliere
| Posiz. | Nazione     | Oro | Argento | Bronzo | Totale |
| ------ | ----------- | --- | ------- | ------ | ------ |
| 1      | Francia     | 1   | 0       | 0      | 1      |
| 1      | Austria     | 1   | 0       | 0      | 1      |
| 3      | Croazia     | 0   | 0       | 1      | 1      |
| 3      | Paesi Bassi | 0   | 0       | 1      | 1      |
| 5      | Italia      | 0   | 0       | 1      | 1      |
| 5      | Slovenia    | 0   | 0       | 1      | 1      |
| Totale | Totale      | 2   | 2       | 2      | 6      |